# Castellaro
Castellaro este o comună din provincia Imperia, regiunea Liguria, Italia, cu o populație de 1.286 locuitori (1 ianuarie 2023) și o suprafață de 7,86 km².

## Demografie
Castellaro - evoluția demografică

|  | Graficele sunt indisponibile din cauza unor probleme tehnice. Mai multe informații se găsesc la Phabricator și la wiki-ul MediaWiki. |

Date: Recensăminte sau birourile de statistică - grafică realizată de Wikipedia